# Edificio de la Escuela de Artes y Oficios Artísticos
El Edificio de la Escuela de Artes y Oficios Artísticos es un edificio de estilo neoárabe de la ciudad española de Melilla. Forma parte del CEIP Mediterráneo y está situado en el Ensanche Modernista, en la Calle Diego de Paredes. Es parte del Conjunto Histórico Artístico de la Ciudad de Melilla, Bien de Interés Cultural.

## Historia

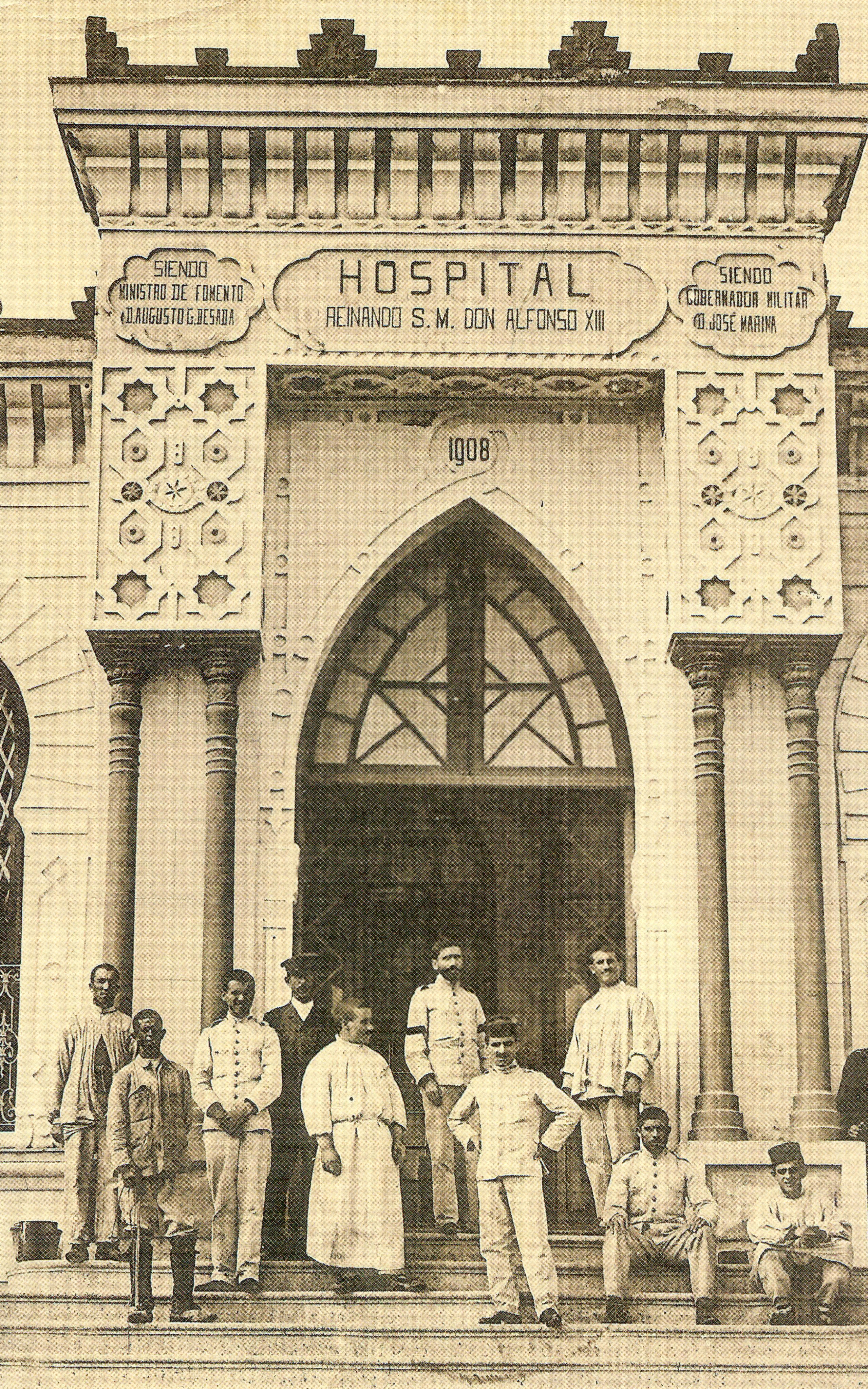

Fue construido entre 1907 y 1908 con una única planta como Enfermería Indígena, según proyecto de Manuel Becerra, aunque en un principio los kabileños de las cercanías no lo usaban. En 1909 después de su cesión, pasó a ser hospital militar. En 1911 se intentó ampliar con los terrenos del Barrio Hebreo, pero sus habitantes lo impidieron. En 1912 el cuerpo y los efectos personales de El Mizzian se expusieron en él después de ser abatido por unos regulares.
En 1926, ya que no era necesario, se cerró para ahorrar costes, y se utilizó como laboratorio y depósito de medicamentos. Tiempo después, se pensó en usarlo como residencia para estudiantes indígenas, de los alrededores de Melilla, pero la falta de fondos impidió su puesta en marcha. En 1933 fue convertido en Escuela de Arte y Oficios Artísticos, siendo reformado en 1946, según el proyecto del arquitecto Enrique Nieto.

## Descripción
Está construido en mampostería de piedra local, muros, ladrillo macizo, arquitrabes y bovedillas y vigas de hierro y cuenta con unas fachadas de estilo historicista, neoárabe, con ventanas con arcos de herradura, unos miradores sostenidos con columnas y una escalera imperial presente en casi todos los centros escolares públicos construidos en la primera mitad de siglo XX.